# مفتاح مبدئ التوهج

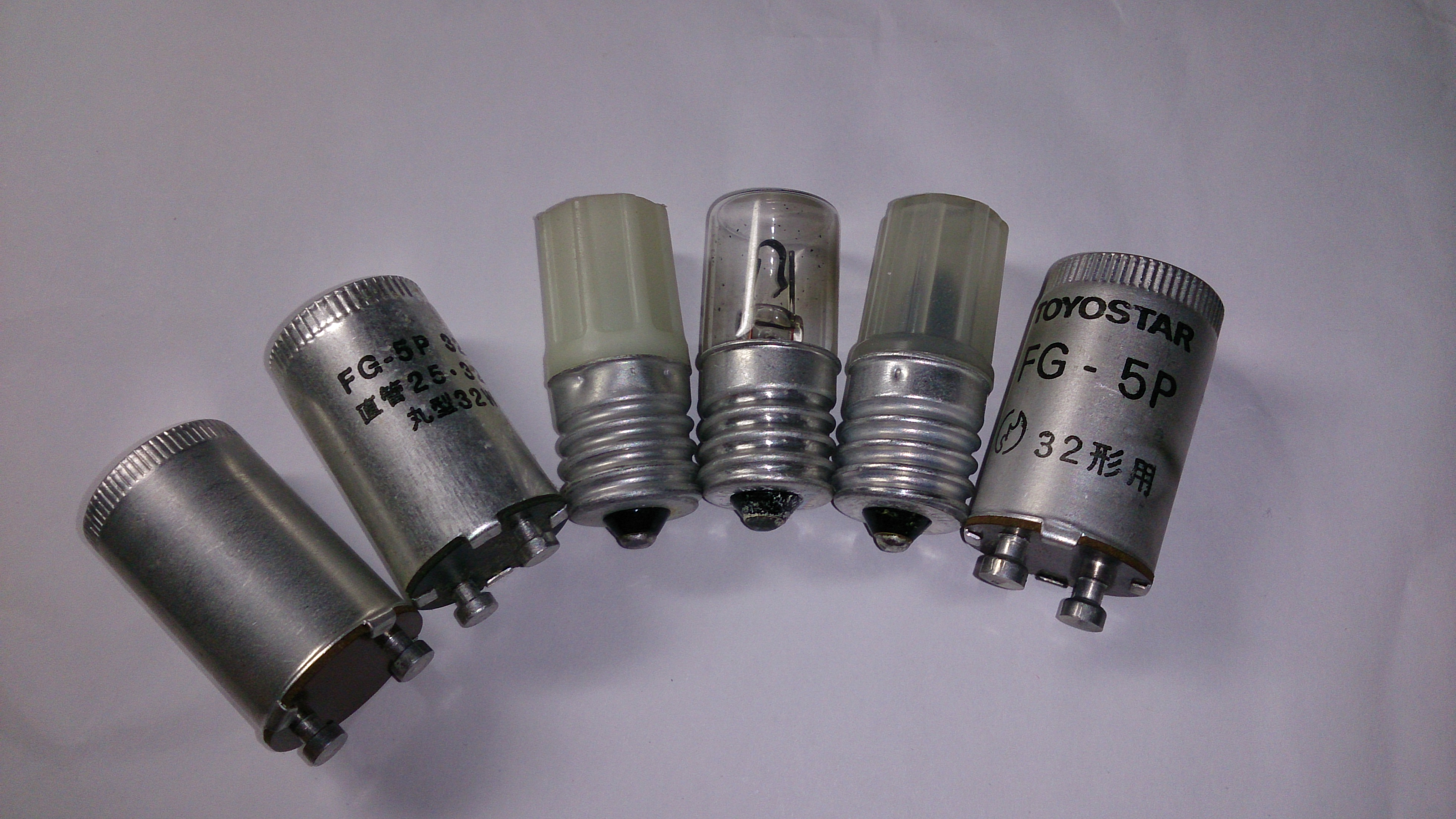
أنواع مختلفة من مبدئ المتوهج.

مفتاح مبدئ التوهج او وشيعة مفتاح التشغيل (Glow switch starter) او قنينة وشيعة بدأ التشغيل (glowbottle starter) او قنينة وشيعة بدأ التشغيل (glow bottle starter) او مبدئ توهج (Glow starter) اوكما يقال له بأختصار مبدئ التسخين، هو نوع من بوادئ التسخين المسبق المستخدم مع مصباح الفلورسنت. عادة ما يتم ملؤها بغاز النيون أو غاز الأرجون وتحتوي على شريط ثنائي المعدن وقطب كهربائي ثابت.
مبدأ التشغيل بسيط: عندما يمر التيار يتأين الغاز الموجود بداخله ويسخن شريط ثنائي المعدن والذي بدوره ينحني نحو القطب الثابت فيخرج تيار يقوم بتسخين أقطاب مصباح الفلوريسنت، وبعد ثانية يبرد الشريط المعدني للمبدئ ويفتح الدائرة بين أقطاب المصباح وتتكرر العملية حتى يضيء المصباح.
تتمثل إحدى عيوب بوادئ التسخين في أنه عندما يكون المصباح في نهاية عمره الافتراضي فإنه سيومض ويطفئ باستمرار حتى يتلاشى فتيل مبدئ التسخين أو يحترق القطب الموجود في المصباح الفلوريسنت نتيجة عدم حصولة على حرارة كافية.

## مبدأ عملية التشغيل

دائرة تسخين مسبق لمصباح فلورسنت باستخدام مفتاح تشغيل تلقائي. A: أنبوب فلورسنت. B: طاقة (+220 فولت). C: مبدئ تشغيل. D: مفتاح (ترموستات ثنائي المعدن). E: المُكثف. F: خيوط (فتيل). G: صابورة.

عندما يمر التيار لأول مرة في الدائرة سيكون هناك تفريغ متوهج عبر الأقطاب الكهربائية في مصباح البداية. يؤدي هذا إلى تسخين الغاز في المبدئ ويؤدي إلى ثني أحد ملامسات ثنائية المعدن باتجاه الآخر. عندما تلامس جهات التوصيل سيتم تحويل خيوط مصباح الفلورسنت والكابح الكهربائي بشكل فعال في سلسلة إلى جهد الإمداد. يؤدي التيار المار عبر الخيوط إلى تسخينها وإصدار إلكترونات في أنبوب الغاز عن طريق الانبعاث الايوني الحراري. في مبدئ التشغبل تقصر جهات التوصيل الامسة للجهد الذي يحافظ على تفريغ التوهج، وتطفئه حتى يبرد الغاز ولا يعد يسخن المفتاح ثنائي المعدن والذي يفتح في غضون ثانية أو ثانيتين. يتم قطع التيارعن فتيل المصباح والكابح الكهربائي الحثيي بشكل مفاجئ تاركًا جهد الخط الكامل المطبق بين الخيوط الموجودة في نهايات الأنبوب لتوليد دفعة حثية [الإنجليزية] توفر الجهد العالي المطلوب لبدء تشغيل المصباح. لن يشتعل المصباح إذا لم تكن الخيوط ساخنة بدرجة كافية وفي هذه الحالة تتكرر الدورة؛ عادة ما تكون هناك حاجة إلى عدة دورات (مرات تشغيل)، مما يؤدي إلى الخفقان والنقر أثناء البدء (كان اداء "thermal starters older" القديمة تعمل بشكل أفضل في هذا الصدد). كما يقوم مكثف تصحيح عامل القدرة (PFC) بسحب التيار الرئيسي من التيار الكهربائي للتعويض عن التيار المتخلف الذي تجذبه دائرة المصباح. 
بمجرد أن يشتعل أنبوب شمعة الفلورسنت، فإن التفريغ الرئيسي المتصادم يحافظ على الكاثودات الساخنة [الإنجليزية] (أقطاب فتيل المصباح) ساخنة مما يسمح بانبعاث الإلكترون المستمر دون الحاجة إلى استمرار تسخين فتيل المصباح (filaments lamp) لا يتم إغلاق مفتاح التشغيل مرة أخرى لأن الجهد عبر أنبوب المصباح المضاء غير كافٍ لبدء تفريغ التوهج في المبدئ. 
مع المشغلات الآلية مثل مبتدئين التوهج ، فإن الأنبوب الفاشل سوف يدور إلى ما لا نهاية ، ويومض عندما ينطفئ المصباح بسرعة لأن مزيج الانبعاث غير كافٍ للحفاظ على تيار المصباح مرتفعًا بما يكفي لإبقاء مبدئ التوهج مفتوحًا. هذا يدير الصابورة في درجة حرارة أعلى. تنتهي مهلة بعض المبتدئين الأكثر تقدمًا في هذه الحالة، ولا تحاول تكرار البدء حتى يتم إعادة تعيين الطاقة.[بحاجة لمصدر] استخدمت بعض الأنظمة الأقدم رحلة حرارية للتيار الزائد لاكتشاف محاولات البدء المتكررة وتعطيل الدائرة حتى إعادة الضبط يدويًا. تتعرض ملامسات المحول في مبدئ التوهج للتآكل وتفشل حتماً في النهاية لذلك يتم تصنيع المبدئ كوحدة إضافية قابلة للاستبدال.